# Movimento Imperiale Russo
Il Movimento Imperiale Russo (in russo: Русское Имперское Движениe), è un movimento politico russo ultranazionalista e suprematista bianco di estrema destra fondato nel 2002 da Stanislav Vorob'ёv, dotato di una propria ala paramilitare e designato nel 2020 come gruppo terroristico pericoloso dagli Stati Uniti e, l'anno dopo, dal Canada.

## Storia
Il Movimento Imperiale Russo è stato fondato in Russia nel 2002 dal suo attuale leader Stanislav Vorobyov, per "riunire in un unico movimento tutti i nazionalisti russi che vogliono vedere la rinascita dell'impero russo". L'11 maggio 2018 un esponente del movimento prese parte ad una conferenza internazionale neonazista tenutasi a Riesa, a cui presero parte vari movimenti dell'area (come Azione Serba, Democrazia Nazionale e Lotta Studentesca, movimento giovanile di Forza Nuova), non facendo però una buona figura con gli altri partecipanti che rifiutarono l'idea imperialista del movimento. Il 6 aprile 2020 il Dipartimento di Stato degli Stati Uniti d'America lo ha designato e sanzionato come gruppo terroristico pericoloso, seguito dal Canada che fece la stessa cosa il 3 febbraio 2021. Dalla sua fondazione, il movimento possiede filiali in Finlandia, Germania, Spagna, Svezia e Stati Uniti.

## Ideologia

### Pensiero politico
Il Movimento Imperiale Russo promuove il suprematismo bianco, il nazionalismo russo, il fascismo clericale e l'antisemitismo. Inoltre, il movimento non riconosce l'esistenza e la sovranità dell'Ucraina, considerandola parte del defunto impero russo che mira a restaurare. Difatti, il leader Stanislav Vorobyov si è dichiarato a favore dell'invasione russa dell'Ucraina iniziata dal presidente russo Vladimir Putin.

### Relazioni con lo stato russo
Il Centro internazionale per l'Antiterrorismo ha descritto il rapporto del Movimento Imperiale Russo con il governo russo come "una simbiosi avversaria", poiché fintanto che non commettono atti di terrorismo a livello nazionale, sono liberi di operare, di offrire addestramento militare ai propri membri e di inviare truppe in conflitti all'estero in cui la Russia è coinvolta. Funzionari dell'intelligence occidentale affermano di ritenere che il movimento abbia legami e collabori con l'intelligence russa. Il New York Times, citando funzionari statunitensi rimasti anonimi, afferma che il movimento è solo parzialmente allineato con il governo russo, come visibile dal fatto che la sua leadership ha criticato la condotta del governo nell'invasione dell'Ucraina e ha accusato Putin di corruzione. Tuttavia, il Movimento Imperiale Russo e l'intelligence russa condividono obiettivi comuni all'estero.

## Organizzazione paramilitare
Nel 2008, il Movimento Imperiale Russo ha costituito la sua ala paramilitare, denominata Legione Imperiale (in russo: Имперский легион), che è guidata dal militante Denis Valliullovich Gariyev a partitre dal 2014, e che, da quell'anno, ha regolarmente inviato piccoli numeri di uomini a sostenere le milizie filo-russe nel conflitto russo-ucraino.

### Addestramento
Il gruppo gestisce due strutture di addestramento a San Pietroburgo, una delle quali è nota come Campo Partizan, situato a sud dell'isola di Heinäsenmaa. Partizan si occupa di addestramento alla guerriglia, al tiro, alla medicina tattica, alla psicologia militare e alla sopravvivenza.

## Le attività
Dopo lo scoppio della guerra nel Donbass, nell'Ucraina orientale, nell'aprile 2014, il Movimento Imperiale Russo ha iniziato ad addestrare e inviare soldati volontari ai gruppi filorussi impegnati nel conflitto nel mese di luglio. Alcuni membri della Legione Imperiale hanno inoltre lavorato come mercenari in Medio Oriente e Nord Africa.